# Ojuelos de Jalisco
Ojuelos de Jalisco é um município do estado de Jalisco, no México. 
Em 2005, o município possuía um total de 28.081 habitantes.